# 鈴木哲也 (ボクサー)
鈴木 哲也（すずき てつや、1982年4月4日 - ）は、日本のプロボクサー。大阪府八尾市出身。第53代日本ミドル級王者。第41代OPBFミドル級級王者。六島ボクシングジム所属。大阪府立布施工科高等学校卒業。

## 来歴
高校入学時に進光ボクシングジムでボクシングを始め、17歳でプロライセンスを獲得。
1999年10月21日、プロデビュー戦に3RKO勝利を収めた。この頃は、スーパーライト級。この年に父が死去し家業の鉄骨業を継ぐ。
2000年、西日本新人王戦にエントリーするも、中村竜仁（エディタウンゼント）に敗れ2回戦敗退。
2001年、再び西日本新人王にエントリーするも、決勝で丸元大成（グリーンツダ）に6R判定負け。
その後、勝ったり負けたりの戦績が繰り返される。
2004年、2005年には、韓国、タイ人相手に連勝を重ね、日本ランキング1位に名を連ねる。
2006年2月18日、日本ミドル級王者、板垣俊彦（木更津グリーンベイ）に挑戦。序盤は鈴木が有効打でリードするも、中盤に板垣に反撃される。終盤には追い上げるも、1-2の判定負け。
2008年12月23日、日本ミドル級王者の江口啓二（姫路木下）に挑戦。3-0の判定勝ちで、念願の王座奪取に成功。この試合のセコンドには親交のあるトミーズ雅が付き、負ければ引退し家業に専念する背水の陣で臨み結果を出した。
2009年4月11日、大阪府立体育会館でのチャンピオンカーニバルにて1位淵上誠（八王子中屋）に対し97-95、96-95、95-96の2-1で判定勝利となり、初防衛を果たした。
2009年8月2日、松下IMPホールでOPBFミドル級王座決定戦をOPBF2位としてOPBF3位の呉必勝（韓国）と争い、8回終了TKO勝利を収めて王座を獲得し、日本王座とOPBF王座の統一に成功した。同年12月13日、松下IMPホールで日本王座は懸けずOPBF王座だけを懸けて前OPBF王者でOPBF同級2位の佐藤幸治（帝拳）と対戦し、0-3の判定で敗れてOPBF王座の初防衛に失敗、佐藤にOPBF王座への返り咲きを許すと共に日本王座とOPBF王座の統一も僅か4ヵ月で終焉を迎えた。
2010年2月20日、大阪韓国人会館で日本ミドル級王座の防衛戦を1位の鈴木典史（ピストン堀口）と行い、3-0（98-92、98-93、97-93）の判定勝利を収めて2度目の防衛に成功した。
2010年6月13日、松下IMPホールで4位の田中徹（横浜光）と対戦。8Rに偶然のバッティングで田中が左側頭部をカットし、この傷がひどくなって9R1分08秒に試合が止められ、3-0（88-85、89-82、90-82）の負傷判定勝利で3度目の防衛を果たした。
2010年10月3日、松下IMPホールで1位の淵上誠と対戦。再戦となったこの一戦は2Rにダウンを奪われるなど劣勢で試合は進み、6Rには連打を浴びレフェリーストップ、6RTKO負けとなり4度目の防衛に失敗した。
2011年、六島ジムへ移籍。
2014年3月17日、後楽園ホールで高山樹延（角海老宝石）が持つ日本ウェルター級王座に挑戦するが0-3の判定負けを喫し、試合後に引退を表明した。

## 戦績
- 41戦29勝17KO12敗

## 獲得タイトル
- 第53代日本ミドル級王座（防衛3）
- 第41代OPBF東洋太平洋ミドル級王座（防衛0）